# Бейца-Плай
Бейца-Плай (рум. Băița-Plai) — село у повіті Біхор в Румунії. Адміністративно підпорядковане місту Нучет.
Село розташоване на відстані 353 км на північний захід від Бухареста, 84 км на південний схід від Ораді, 81 км на південний захід від Клуж-Напоки, 134 км на північний схід від Тімішоари.

## Населення
За даними перепису населення 2002 року у селі проживали 99 осіб.
Національний склад населення села:
| Національність | Кількість осіб | Відсоток |
| -------------- | -------------- | -------- |
| румуни         | 92             | 92,9%    |
| цигани         | 5              | 5,1%     |

Рідною мовою назвали:
| Мова      | Кількість осіб | Відсоток |
| --------- | -------------- | -------- |
| румунська | 92             | 92,9%    |
| циганська | 5              | 5,1%     |